# Grumman F11F-1F Super Tiger
Le Grumman F11F-1F Super Tiger (désignation interne à la compagnie G-98J) était un chasseur monoplace américain initialement développé par la Grumman Aircraft Engineering Corporation pour le compte de l'US Navy. Dérivé du F-11 Tiger du même constructeur (également utilisé par la Navy), son programme de développement ne dépassa pas l'étape de la production de deux prototypes.

## Conception et développement
Comme évolution du chasseur F11F-1 (F-11A), la compagnie Grumman proposa une version plus avancée F11F-2 de cet avion, rapidement redésignée sous le nom de F11F-1F Super Tiger. Cet appareil était le résultat d'un étude menée en 1955 pour l'installation d'un turboréacteur General Electric J79 à l'intérieur de la structure du F11F. La marine américaine se montra suffisamment intéressée pour autoriser la modification de deux F11F-1 de production avec des entrées d'air élargies et l'installation de moteurs YJ79-GE-3, l'appareil ainsi modifié recevant la désignation de F11F-1F, indiquant alors la présence d'un F11F-1 avec une installation moteur particulière.
Le nouvel avion vola pour la première fois le 25 mai 1956, atteignant la vitesse de Mach 1,44 au cours d'un des vols. Après l'ajout de congés à 60° sur l'emplanture des ailes, un allongement du fuselage de 35 cm et l'installation d'un J79 amélioré, le F11F-1F atteignit un impressionnant Mach 2,04 en 1957, devenant ainsi le premier avion naval au monde à dépasser la vitesse de Mach 2, deux ans avant les F4H, F8U-3 et A3J. Cette performance fut une surprise même pour son constructeur, qui ne s'attendait qu'à une vitesse maximale de Mach 1,4 en altitude. En comparaison, le F11F-1 avec son moteur Wright J65 avait eu des difficultés à dépasser Mach 1,1. Pourtant, la Navy jugea l'appareil trop lourd pour ses porte-avions et ne passa aucune commande, ainsi le Super Tiger n'entra jamais en production.
Bien que le plafond nominal de l'avion ait été établi à 59 000 pieds (17 983 m), un vol d'essais effectué le 18 avril 1958 à partir de la base aérienne d'Edwards établit un record d'altitude à 76 938 pieds (23 450,70 m).

## Efforts marketing

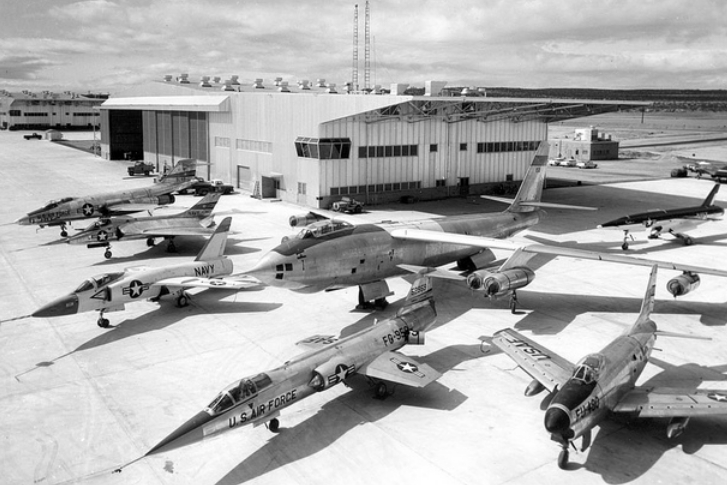
Un F11F-1F (3e en partant du haut), exposé avec d'autres avions d'essais à Edwards AFB en 1958.

Le Super Tiger n'étant jamais entré en service, on ne peut parler à son sujet de « carrière opérationnelle ». Toutefois, après l'échec de la signature d'un contrat avec la marine américaine, la compagnie Grumman tenta de vendre l'avion à des clients étrangers sous la désignation d'usine G-98J-11, avec un réacteur General Electric J79-GE-7 encore plus puissant. À l'occasion d'un appel d'offres pour équiper les forces aériennes suisses, le Super Tiger dépassa en performances les Saab 35 Draken, Lockheed F-104 Starfighter, Dassault Mirage III et Fiat G.91. Le Mirage III fut finalement choisi car il représentait une alternative moins coûteuse et plus sûre à l'avion américain, et était également très proche en matière de performances,. Afin d'intéresser les Allemands, Grumman proposa l'installation d'un turboréacteur Rolls-Royce Avon de 46,70 kN de poussée à la place du J79 d'origine.
La Luftwaffe, la force aérienne d'autodéfense japonaise et la Royal Canadian Air Force montrèrent un intérêt considérable pour cet avion, mais finalement le F-104 Starfighter lui fut préféré dans chacun des cas. Ce résultat fut cependant marqué par l'éclatement de l'« affaire Lockheed », un énorme scandale international qui révéla la mise en place d'un puissant système de corruption et le paiement de très grosses sommes d'argent par Lockheed, pour faire pression et influencer les politiciens de ces pays en vue d'imposer le Starfighter comme gagnant des diverses compétitions organisées.

## Versions
- F11F-1F Super Tiger : (G-98J) Désignation de deux F11F-1 équipés de moteurs J79-GE-3A, (nos 138646 et 138647)[3] ;
- F11F-2 : Désignation prévue des Super Tiger avant 1962 ;
- F-11B : Désignation prévue des Super Tiger après 1962, s'ils étaient entrés en production ;
- XF12F : Désignation semi-officielle pour une version améliorée du F11F-1F[8].

## Appareil exposé
Le premier F11F-1F (no 138646) fut utilisé pour l'entraînement à la lutte anti-incendie et détruit dans les années 1980. Le deuxième prototype fut retiré du service le 10 janvier 1961 et utilisé comme avion d'entraînement au sol. Il est préservé et exposé à l'extérieur au Naval Museum of Armament & Technology (en) de la base d'essais des armements de China Lake, en Californie.